# Усов, Сергей Алексеевич
Сергей Алексеевич Усов (1827—1886) — русский зоолог, археолог, искусствовед, ординарный профессор Московского университета.

## Биография
Происходил из дворян Саратовской губернии. Родился в 1827 году; по данным Большой Советской энциклопедии — 5 (17) января 1827 года, по другим данным — 12 (24) января 1827 года в селе Даниловка Петровского уезда Саратовской губернии. Отец, отставной поручик, служил кассиром, а затем директором в Московском ассигнационном банке, затем снова был на военной службе и вышел в отставку в 1813 году.
Окончил Московский дворянский институт и поступил в Московский университет на физико-математическое отделение философского факультета, откуда, не окончив курса, в марте 1849 года был уволен за «рассеянный образ жизни и плохую компанию», с правом поступить на государственную службу. В 1849—1852 годах служил в Московской казённой палате канцелярским служителем 1-го разряда, дослужившись до чина губернского секретаря. 
После смерти К. Ф. Рулье в 1858 году стал редактором «Вестника естественных наук», издававшегося Московским обществом испытателей природы.
В мае 1858 года экстерном сдал экзамены в Московском университете и в июне был утверждён в степени кандидата естественных наук. С 29 декабря 1861 года он был допущен к преподаванию в Московском университете зоологии позвоночных на время командировки, читавшего этот курс профессора за границу; с 1864 года продолжил чтение этого курса в качестве «стороннего преподавателя».
С. А. Усов был одним из главных деятелей и инициаторов основания Императорского Русского общества акклиматизации животных и растений и зоологического сада в Москве (ныне Московский зоопарк), автором проекта которого был; с 1863 по 1870 годы заведовал зоосадом. Был энергичным защитником Университетского устава 1863 года.
В 1865 году он защитил диссертацию «Зубр» и в декабре был утверждён магистром зоологии; с марта 1866 года — доцент кафедры зоологии Московского университета. В 1868 году, после защиты докторской диссертации «Таксономические единицы и группы», был утверждён экстраординарным профессором; с мая 1871 года —— ординарный профессор. В 1886 году по выслуге 25 лет по учебной части С. А. Усов был оставлен в университете ещё на пять лет.
Также, в 1881—1886 годах Усов преподавал историю искусств в старших классах гимназии Поливанова.

Усов был рожден по природе вожаком – «ловцом человеков» – и обладал в высшей степени даром владеть сердцами людей и увлекать их за собою, чаруя не ласкою мира, а огнем борьбы. И вместе с тем это был простой, радушный хозяин, барин, который мог даже показаться ленивым, сидя в своем большом кресле, поджав одну ногу… Но это могло показаться только очень поверхностному наблюдателю. Усов был идеалист в старом значении этого слова и, вероятно, верующий христианин, по крайней мере он сам признавался, что не мог без слез подходить к причастию. <…> Натуралист по специальности, философ в часы досуга, критик и историк искусства по призванию – он был рожден, думается мне, художником, и не сделался им только потому, что вовремя не приобрел нужного для того технического умения… — В. Н. Лясковский
.

Вместе с Л. П. Сабанеевым С. А. Усов основал в 1873 году научный журнал «Природа»; который после объединения его с «Журналом охоты» стал научно-популярным журналом «Природа и охота».
С именем С. А. Усова связаны знаменитые «усовские четверги», на которых по воспоминаниям А. Н. Северцова 

бывали и историк В. О. Ключевский, и литераторы С. А. Юрьев, Н. И. Стороженко, и А. Н. Веселовский, и талантливый математик (и философ) Н. В. Бугаев, и М. Н. Лопатин со своими философами-сыновьями, и проф. Я. А. Борзёнков, и Л. И. Поливанов, и, наконец, даже «сам» Л. Н. Толстой.
С. А. Усов скончался в 59 лет. Похоронен на Ваганьковском кладбище (14 уч.).

## Научные труды
Кроме диссертаций (Зубр. — Москва : Унив. тип. (Катков и К°), 1865. — 114 с. : ил.; Таксономические единицы и группы. — Москва : Унив. тип. (Катков и К°), 1867. — 166 с.), напечатал ряд популярных статей в «Вестнике естественных наук». Кроме того, занимался археологией и напечатал в изданиях археологического общества «Объяснение керченских фресок»; «Мозаика в церкви Преображения в монастыре святой Екатерины на Синае»; «Миниатюры к греческому тексту евангелия VI века, открытому в России»; «Заметка о древних русских деньгах по Русской Правде»; «Замечательный ковер в Героне»; «К истории московского Успенского собора».
Благодаря Усову появилась (1865) первая книга, целиком посвященная изложению дарвинизма в научно-популярной форме: перевод книги Ролле с изложением учения Дарвина; затем издан Человек, его происхождение и эволюционное развитие профессора Стокгольмского университета В. Лехе (переведён совместно  с проф. М. А. Мензбиром).
Им был сделан ряд переводов: Тропический мир в очерках животной и растительной жизни. — Москва : А. И. Глазунов, 1862 и Природа и человек на крайнем севере. — Москва : А. И. Глазунов, 1862 (Гартвига); Физиологические картины. — Москва : А. И. Глазунов, 1862. (Лудовика Бюхнера, авторское название «Kraft und Stoff»).
Сочинения С. А. Усова были изданы в двух томах: Т. 1 Статьи зоологические / Под ред. проф. М. А. Мензбира. — М., 1888. — [2], VI, 415 с., 6 л. ил.; Т. 2. Статьи по археологии / Под ред. проф. В. Ключевского. — М., 1892. — VIII, 218 с., 20 л. ил.

## Личная библиотека
В 1909 году наследники Усова преподнесли в дар Московскому университету его личную библиотеку — всего 3103 томов книг по зоологии и биологии. В настоящий момент она хранится в Отделе редких книг и рукописей Научной библиотеки МГУ имени М. В. Ломоносова.